# Авент, Майна Треанор
Майна Треанор Авент (англ. Mayna Treanor Avent; 1868—1959) — американская художница.

## Биография
Родилась 17 сентября 1868 года в Нашвилле, штат Теннесси, в семье Томаса Треанора (Thomas O. Treanor) и его жены Мэри Эндрюс Треанор (Mary Andrews Treanor).
Росла в Tulip Grove — особняке, построенном в 1836 году для Эндрю Джексона Донельсона, который был племянником Эндрю Джексона, 7-го Президента США.
В течение двух лет Майна изучала живопись в Академии художеств Цинциннати, штат Огайо, и в Академии Жюлиана в Париже. Затем Авент преподавала живопись в Нашвилле, выставляла свои картины, выполненные маслом и акварелью, в Массачусетсе, Южной Каролине и Теннесси. Часто работала в так называемой Mayna Treanor Avent Studio, представляющей собой хижину на тропе Jake’s Creek Trail в национальном парке Грейт-Смоки-Маунтинс в Элкмонте, штат Теннесси. Являлась членом Nashville Studio Club и Centennial Club, а также гильдии Nashville Artists Guild.

### Личная жизнь
В 1891 году художница она вышла замуж за Фрэнка Авента (Frank Avent), адвоката из Мерфрисборо, работавшего в компании State Railroad Commissioner, штат Теннесси. У них был сын Джеймс Авент, работавший руководителем офиса Standard Oil, базирующемся в Китае, с 1919 по 1949 год. В 1949 году Джеймс Авент уединился со своей семьёй в местечке Севони, штат Теннесси, где Майна Треанор Авент провела последние три года жизни.
Умерла в Севони 2 января 1959 года. Была похоронена на кладбище Evergreen Cemetery в Мерфрисборо.